# Rajella nigerrima
La raya negra (Rajella nigerrima) es una especie de pez de la familia de los Rajidae.

## Morfología
Los machos pueden llegar a alcanzar los 27,3 cm de longitud total.

## Reproducción
Es ovíparo  y las  hembras ponen huevos envueltos en una cápsula córnea.

## Hábitat
Es un pez de mar y de aguas profundas que vive entre 780-960 m de profundidad.

## Distribución geográfica
Se encuentra en el Pacífico suroriental (Perú y Chile).